# Lagunas de Siecha
Es un conjunto de tres lagunas ubicadas en la jurisdicción del municipio colombiano de Guasca, en el departamento de Cundinamarca. Actualmente las tres lagunas reciben los nombres de: Fausto, América, y Siecha (la mayor de las tres). En la antigua lengua de los muiscas, Siecha significa "Hombre de agua".
Se encuentra a una hora y media de Bogotá, cuenta con un sistema natural, perfecto, vivo y activo: el Páramo de Chingaza. 

## Historia
La zona estaba habitada desde tiempos prehispánicos, por la cultura Muisca. Según diversos historiadores existen indicios de que en las lagunas de este sitio se realizaba realmente la ceremonia de ofrenda de la Leyenda de El Dorado. Aunque se presume también que no era una única ceremonia, sino que al contrario cada cacicazgo importante la celebraba en una laguna de su propio territorio.

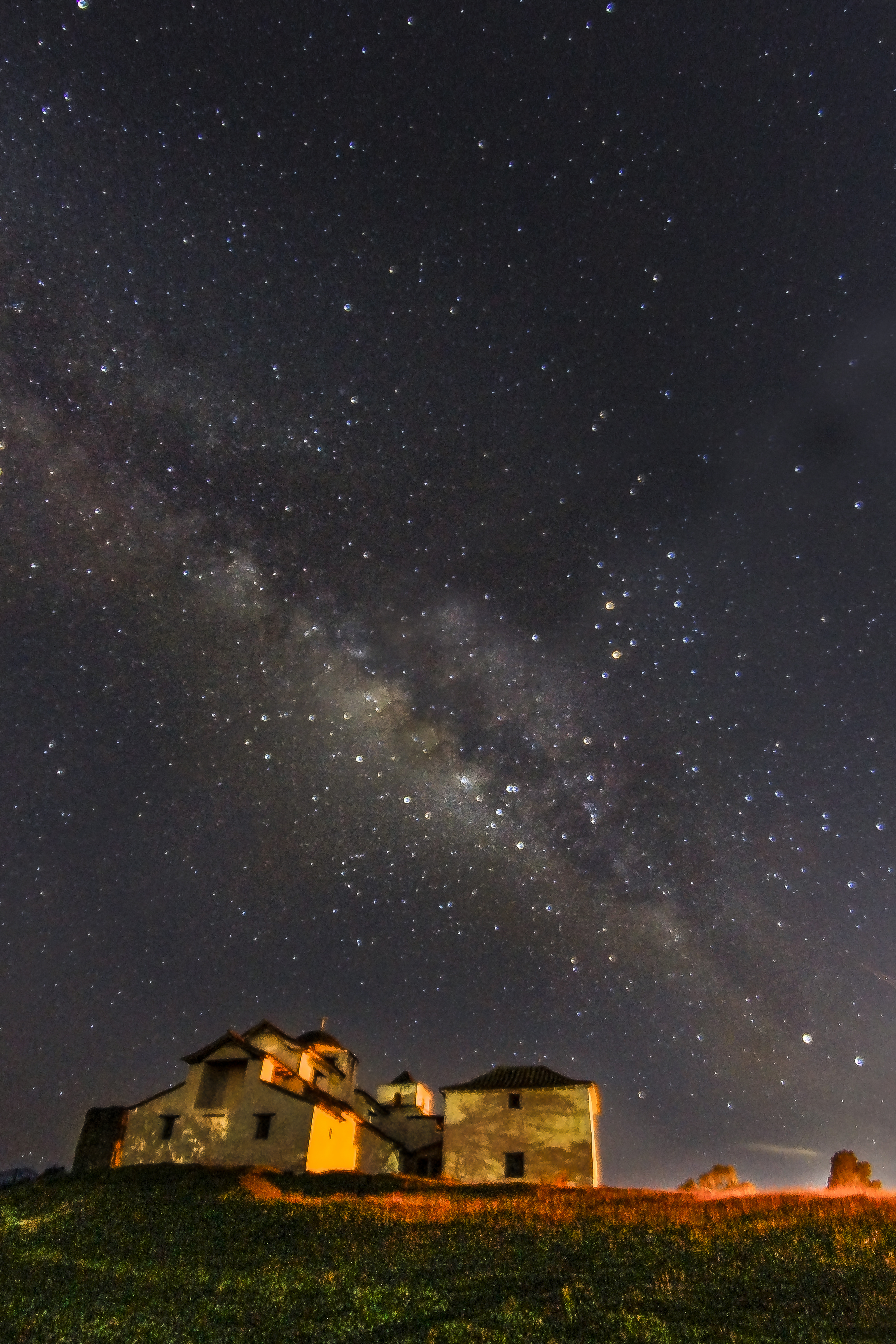
La capilla de Siecha, Guasca.

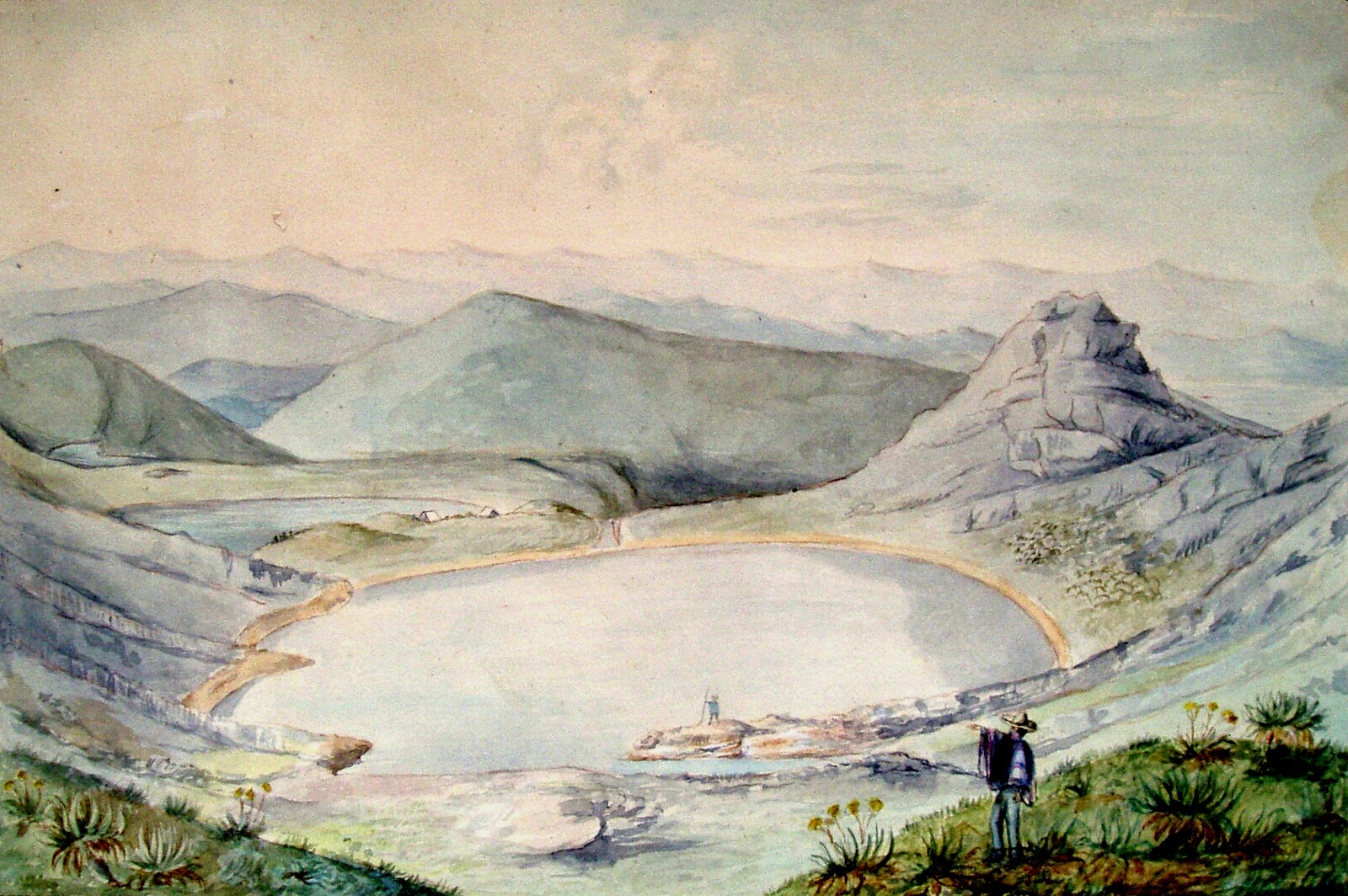
Dibujo de la laguna de Siecha en 1855.

Durante la época colonial las tres lagunas fueron sometidas a procesos de drenado (más que todo la laguna de Siecha), con el fin de extraer piezas de oro. Aunque en los primeros intentos se encontraron numerosas piezas, los intentos siguientes no dieron ningún resultado, lo que motivó a los colonizadores a trasladar su búsqueda a nuevos sitios. Las lagunas perdieron su nivel original de agua, esto se evidenció mayormente en la laguna de Siecha, que pasó de ser la más grande y profunda a ser la más pequeña.
Cerca de las lagunas se construyó una capilla durante el periodo colonial con el propósito de evangelizar a los nativos, que con el tiempo dio origen a la población de Guasca, sin embargo luego la cabecera urbana de la población se trasladó quedando abandonada la capilla. 
En 1856 fue encontrada en las aguas de una de las lagunas, una pieza de oro con forma de balsa que representaba a la mítica ceremonia. Dicha balsa, que fue llamada La Balsa de Siecha, fue expuesta a la luz pública por primera vez en el año de 1883, en el libro El Dorado, de Liborio Zerda; lo cual despertó un renovado interés por la leyenda. Un famoso museo europeo luchó por varios años para obtenerla, dado que en aquel entonces no existía en Colombia ningún tipo de legislación que protegiera estos artículos (los cuales eran saqueados y exportados ilegalmente), el museo logró sacarla del país de forma legal, sin embargo a su llegada al puerto alemán de Bremen, el barco donde era transportada se incendió, con lo cual la Balsa de Siecha desapareció.
En la actualidad aún se pueden observar algunos de los túneles que se utilizaron para el drenado de las lagunas. Hace algunos años se realizó el relleno de la fisura por el cual se drenó la laguna de Siecha, con lo cual su nivel aumentó de nuevo gradualmente hasta ser el original.
Desde la Laguna Sagrada de Siecha trazaban líneas imaginarias que conectaban con la puesta del sol del solsticio o  el equinoccio y sobre estas líneas ubicaron todos los pueblos del altiplano Cundiboyacense. Aquel era un punto sagrado: Chía, Cota, La Calera, Bacatá y Suesca.
Actualmente estas lagunas forman parte del parque nacional Natural Chingaza.